# オオウナギ
オオウナギ （大鰻、英: Giant mottled eel、学名: Anguilla marmorata）は、ウナギ目ウナギ科に属する魚である。和名のとおりにニホンウナギよりも大型である。ニホンウナギの大型個体を「大鰻（おおうなぎ）」と呼ぶこともあるが、オオウナギとニホンウナギとは同属別種である。ニホンウナギよりも熱帯性が強い。遺伝子の解析から6つ程度の繁殖集団が存在しているとの報告がある。また、繁殖集団ごとにそれぞれの産卵場所があると考えられている。

## 特徴
最大で全長2m・体重20kgに達する。背中側は黄褐色の地に黒褐色のまだら模様があり、腹側は黄白色をしている。若い個体はウナギと同様細長い体型をしているが、大型個体は胴の直径が20cmぐらいと大人の腕以上の太さ、丸太のように太くなる。若い個体は、体表にまだら模様がある点でウナギと区別できる。ただし、個体によっては模様が薄くウナギとの区別が難しい場合もある。
また、同じく体表にまだら模様があるタウナギとも別種（別科別属）である。タウナギには胸びれがなく、体表のまだら模様もまばらである点から、オオウナギと区別することができる。
太平洋とインド洋の熱帯・亜熱帯域に広く分布し、ウナギ科ウナギ属全19種・亜種のうちで最も広く分布している。日本では利根川以西・長崎県以南の暖流に面した地域に生息地が点在する。南西諸島ではオオウナギはニホンウナギよりも多い普通種であり、かつ、1mを超える個体が普通で、奄美大島や沖縄本島では1.5mを超える個体も捕獲されている。
川の流れが緩い場所や湖、池、マングローブなどに生息している。日中、岩や植物の隙間に隠れて休み、夜になると泳ぎ出て獲物を探す。雨の日には、特に若い個体が水場を抜け出て、餌場を求めて上流等の他の水場へ移動することがある。水中だけでもなく、短時間ならば表面が濡れていれば皮膚呼吸ができるため、陸に上がり水辺の岸や泥地の上（陸）で捕食行動をする事もある。
食性は肉食性である。主にミミズやヒル、甲殻類、小魚、昆虫、カエルやネズミ、ヘビや小型の鳥類まで丸飲みにする。特にカニやエビ、ザリガニなどの甲殻類を好むといわれており、地方名にはカニクイというものもある。
繁殖の際に川を下り、外洋域の深海で産卵する。この点でウナギと同様である。卵から孵ったオオウナギの稚魚はレプトケファルスの形態で半年ほど外洋を漂いながら成長を続け、全長5cmほどのシラスウナギとなって各地の海岸に現れ、川を遡上する。寿命は40年という記録がある。
鹿児島県南部や南西諸島、台湾、中華人民共和国広東省、香港、ベトナムなどでは食用や強壮剤にもされる。中国や香港ではニホンウナギよりも栄養や強壮効果が高いと信じられているが、根拠は不明。また、ウナギより硬く淡泊であるために不味とされており、柔らかくするために煮込みにされる事が多い。

## 別名
ゴマウナギ（高知県）、カニクイ、カニクイウナギ、アカウナギ（九州）など。
中国では花鰻鱺、台湾では鱸鰻烏耳鰻、香港では花錦鳝等と呼ばれる。

## 天然記念物
熱帯性の種であるため、日本の九州以北では目にする機会が少ない。1999年に公表された環境省レッドリストには記載されていないが、オオウナギの生息地は各地で天然記念物に指定されている。
- 和歌山県田辺市・白浜町富田川流域（富田川のオオウナギ生息地） - 国指定（1923年、範囲追加1935年）
- 徳島県海陽町母川流域 - 国指定（1923年）
- 長崎県長崎市樺島（樺島のオオウナギ生息地） - 国指定（1923年）
井戸にすむオオウナギとして有名。7匹目以降は他県から譲り受け井戸に放している。1986年からいた8匹目は「うな太郎」と名づけられ親しまれたが、2011年2月24日に死亡[5]。また、井戸の1匹とは別に2匹を水槽で飼育している。
- 千葉県館山市佐野川流域 - 市指定（1958年）
- 鹿児島県指宿市池田湖 - 市指定（1969年）
池田湖では未確認生物「イッシー」の目撃情報や龍神伝説があるが、オオウナギではないかとする意見もある。

これら以外にも、各県や市町村レベルでオオウナギが天然記念物に指定されている場合があるため捕獲には注意を要する。